# Stade Giorgio-Ascarelli
 (avril 2025).
Si vous disposez d'ouvrages ou d'articles de référence ou si vous connaissez des sites web de qualité traitant du thème abordé ici, merci de compléter l'article en donnant les références utiles à sa vérifiabilité et en les liant à la section « Notes et références ».
Le stade Giorgio Ascarelli, également connu sous le nom de Stadio Partenopeo, était un stade à multi-usages situé à Naples en Italie. Il était le plus souvent utilisé pour accueillir des matchs de football.
Le stade pouvait contenir près de 40 000 spectateurs et a accueilli deux matchs de la Coupe du monde de football 1934, un huitième de finale et le match pour la 3e place.
L'enceinte a été détruite par des bombardements en 1942, durant la Seconde Guerre mondiale.